# Francisco Celhay
Francisco Javier Celhay Balmaceda (Concepción, 25 de septiembre de 1978) es un actor de teatro, cine y televisión chileno. Conocido por participar en miniseries, especialmente la miniserie chilena Ecos del desierto transmitida por Chilevisión.

## Biografía

### Vida laboral
Comenzó su carrera el 2009 en la película chilena Grado 3, interpretando a David. En el mismo año rápidamente, comienza su carrera televisiva con actuaciones especiales en la teleserie juvenil Corazón rebelde de Canal 13, luego en 2010 participa también con actuaciones especiales en la teleserie Primera dama. El 2011 participó en la miniserie Cumpleaños de TVN, interpretando a Federico Vial y aumentando así su popularidad.
Pero no es hasta 2013 que participa en la miniserie chilena Ecos del desierto transmitida por Chilevisión, el cual lo lanza al mercado televisivo.
En 2014 comienza su carrera como director con la obra Hansel y Gretel. Su gran salto como rol protagónico ocurre en la película En la gama de los grises en 2015.

## Filmografía

### Cine
| Películas | Películas                | Películas       | Películas |
| Año       | Película                 | Rol             |           |
| --------- | ------------------------ | --------------- | --------- |
| 2009      | Grado 3                  | David           |           |
| 2009      | Necrótica                | -               |           |
| 2012      | La noche de enfrente     | Ciclista Ugalde |           |
| 2015      | En la gama de los grises | Bruno           |           |
| 2018      | Calzones rotos           |                 |           |

### Cortometrajes
| Cortometrajes | Cortometrajes  | Cortometrajes | Cortometrajes |
| Año           | Película       | Rol           |               |
| ------------- | -------------- | ------------- | ------------- |
| 2015          | Drug of Choice | Paul          |               |

### Telenovelas
| Teleseries | Teleseries         | Teleseries         | Teleseries  |
| Año        | Teleserie          | Rol                | Canal       |
| ---------- | ------------------ | ------------------ | ----------- |
| 2009       | Los exitosos Pells | Periodista         | TVN         |
| 2009       | Corazón rebelde    | Ricardo Valenzuela | Canal 13    |
| 2010       | Primera Dama       | Eduardo Arrau      | Canal 13    |
| 2014       | Las 2 Carolinas    | Pradana            | Chilevisión |
| 2014       | No abras la puerta | Harrie Mcmahon     | TVN         |
| 2014       | Chipe libre        | Alberto Morales    | Canal 13    |
| 2015       | La poseída         | Adolfo Quinteros   | TVN         |
| 2016       | Preciosas          | Polo Valdés        | Canal 13    |
| 2019       | Gemelas            | Patricio San Lucas | Chilevision |

### Series y unitarios
| Series y unitarios | Series y unitarios                             | Series y unitarios | Series y unitarios |
| Año                | Teleserie                                      | Rol                | Canal              |
| ------------------ | ---------------------------------------------- | ------------------ | ------------------ |
| 2010               | Cartas de mujer                                | Antonio            | Chilevisión        |
| 2011               | Cumpleaños                                     | Federico Vial      | TVN                |
| 2011               | Los archivos del cardenal                      | Federico           | TVN                |
| 2013               | Diario de mi residencia en Chile: María Graham | Horacio Lillo      | Chilevisión        |
| 2013               | Maldito corazón                                | Federico           | Chilevisión        |
| 2013               | Ecos del desierto                              | Carlos Berger      | Chilevisión        |
| 2014               | La canción de tu vida                          | Pipe               | TVN                |
| 2015               | Sitiados                                       | Pedro              | TVN                |
| 2015               | Fabulosas Flores                               | Marco Antonio      | La Red             |
| 2015               | La casa de las flores                          | Raúl (Ep. 9)       | Netflix            |

## Obras como director
- Hansel y Gretel (2014)